# Tobias Friedrich Falckenthal
Tobias Friedrich Falckenthal, född 25 januari 1754 i Schwabach i Pommern, död 29 juni 1820, var en tysk-dansk kirurg.
Falckenthal var son till en godsförpaktare, men efter faderns tidiga död blev hans framtid oviss. Då han tidigt visade intresse för läkekonsten placerades han efter konfirmationen hos en framstående pommersk kirurg, där han lärde sig mycket.
I syfte att vidareutbildade sig flyttade Falckenthal 1772 till Köpenhamn, där han vann Henrich Callisens ynnest och anställdes därför 1779 under denne som assisterande läkare vid marinsjukhuset (Søkvæsthuset). År 1780 tog han anatomisk-kirurgisk examen vid Theatrum anatomico-chirurgicum, 1782 erhöll han danskt medborgarskap, 1784 inskrevs han privat som student vid Köpenhamns universitet.
Påföljande år avlade Falckenthal examen medicum rigorosum, varefter han utnämndes till interimsdivisionskirurg.  År 1787 blev han verklig divisionskirurg, men behöll sin tjänst vid marinsjukhuset, 1788–89 bekämpade han de svåra rötfebersepidemierna bland flottans manskap, varvid han själv insjuknade och var nära döden. Han publicerade några iakttagelser från dessa epidemier som han tidigare meddelat i Johan Clemens Todes medicinsk-kirurgiska disputationssällskap, men i övrigt finns inga skrifter av honom; han var och förblev en ren praktiker. Han erhöll dock 1789 en kallelse till en anatomisk och kirurgisk professur vid Kiels universitet, vilken han dock avslog.
Vid Callisens utnämning till generaldirektör för kirurgin 1794 erhöll Falckenthal dennes poster som amiralitetskirurg, som överkirurg och meddirektör vid marinsjukhuset och som läkare vid marinkadettkåren. Under slaget vid Köpenhamn den 2 april 1801 fick han stor användning av sina kirurgiska färdigheter. Då hans amputationsknivar efter hand blivit slöa, lät han från närmaste järnhandel hämta ett dussin barberarknivar, fäste bladet på skaftet med häftplåsterstrimlor och företog med dessa ytterligare 18 amputationer samma kväll.
År 1805 blev Falckenthal ledamot av det nyinrättade Sundhedskollegiet, och samma år blev han hedersdoktor vid Kiels universitet. Vid öppnandet av det nya, under hans medverkan inrättade marinsjukhuset i Nyboder 1806 blev han ledamot av dess direktion och verkade därefter med kraft för reformer inom sjömedicinalväsendets område. År 1806 blev han ledamot av den angående tukt-, straffarbets- och korrektionsanstalten på Christianshavn och tukthuset på Møn tillsatta kommissionen.
Callisen uttalade sig i Det Kongelige Kirurgiske Akademis votering om överläkartjänsten vid marinsjukhuset ofördelaktigt om Falckenthals karaktär och det är inte osannolikt att den sistnämnde i sitt mycket energiska framåtsträvande kan ha brutit mot tacksamhetens krav, samtidigt som det måste beaktas att lärjungen efter hand kom att överglänsa sin lärofader som praktisk kirurg, något som möjligen hos denne kan ha framkallat en mindre vänlig stämning.